# Kärntner Hof (Wien)

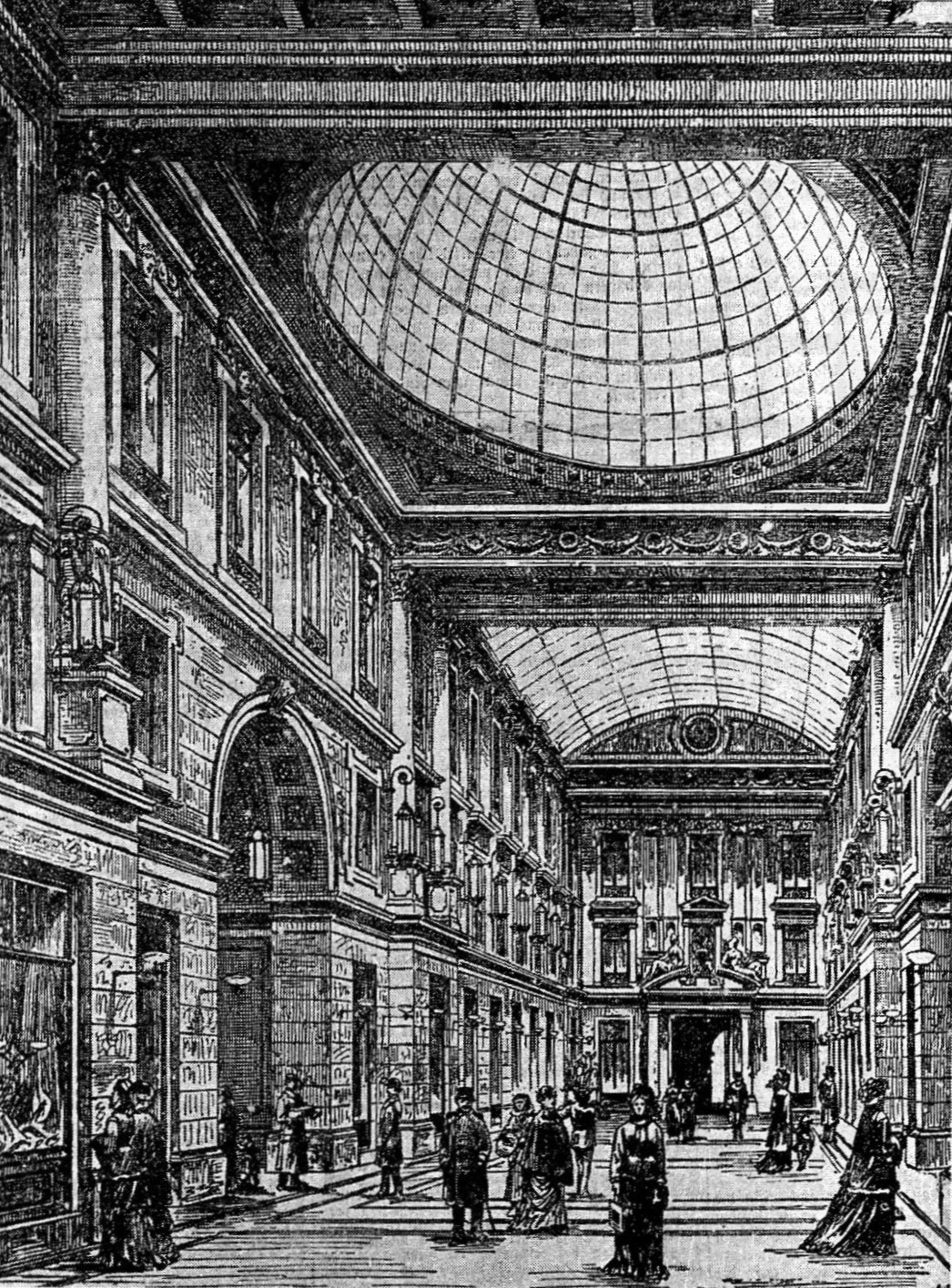
Der Kärntner Hof um 1878

Der Kärntner Hof (auch Kärntnerhof) war ein ab 1875 errichteter, aber schon 1909–1910 wieder demolierter gründerzeitlicher Baukomplex in der Wiener Innenstadt mit einer dreigeschoßigen glasüberdachten Einkaufspassage nach Art der Galleria Vittorio Emanuele in Mailand, dem Kärntner-Hof-Basar.
Das im Bereich der Führichgasse, Tegetthoffstraße, Maysedergasse und Kärntner Straße angesiedelte Bauwerk entstand auf Gründen des ehemaligen Bürgerspitalzinshauses. Architekt war Otto Thienemann. Zu den Nachfolgebauten zählen das Hotel Astoria und das Gebäude der  Riunione Adriatica. Die heutigen Hotels „Kärntner Hof“ oder Kärntnerhof (eines davon steht auch in Wien) haben mit dem historischen Kärntnerhof nur den Namen gemeinsam.